# Synagoga w Berezynie
Synagoga w Berezynie – synagoga wybudowana w mieście Berezyna.

## Historia
Berezyna pod koniec XIX w. była miasteczkiem żydowskim z zabudową drewnianą. Społeczność Izraelitów liczyła 2940 mieszkańców (1880), co stanowiło ponad 92 procent ogólnej populacji (3181). Wśród nich znajdowali się kupcy, którzy posiadali najbogatsze firmy w całej guberni, zajmujące się sprzedażą drewna, smoły oraz importem min. zbóż i soli, która była dystrybuowana po całym kraju.
Rabinem powiatu ihumeńskiego na przełomie XIX i XX w. był Girsz Mowszewicz Liwszyc (1871-1917) (ros. Гирш Мовшевич Лившиц), a Beniamin-Mowsza Ickowicz Rubinczyk (ros. Беньямин-Мовша Ицкович Рубинчик) przez wiele lat, aż do rewolucji lutowej 1917 był przewodniczącym drobnomieszczańskiej rady w Berezynie.
Murowana bożnica została wzniesiona około 1900 r. w czasach Imperium Rosyjskiego.  Podczas II wojny światowej została prawie całkowicie zniszczona, ocalała jedna ze ścian. W oparciu o fundamenty i zachowaną ścianę wybudowano restaurację. Obecnie jest to budynek parterowy, szczytem skierowany do ulicy, kryty dachem dwuspadowym. Świątynia była jedną z siedmiu funkcjonujących synagog w mieście.